# アピタ磐田店
アピタ磐田店（アピタいわたてん）は、静岡県磐田市今之浦に2015年（平成27年）11月21日に開店した、ユニー株式会社が運営するショッピングセンターである。
なお、当項目では以前同地で営業していた、ピアゴ磐田店および二代目・ユニー磐田店（サンテラス磐田）についても記載する。

## 概要
かつて、同地に存在した「ピアゴ磐田店（二代目・ユニー磐田店）」の建て替え店舗。核店舗が「ピアゴ」から「アピタ」に変わり、2015年11月21日に再開店し、正式開店前の11月19日、20日にプレオープンをした。ストアコンセプトを、『磐田エリアで、世代を超えて常に支持される“良品質”ショッピングセンター』としている。
新店舗は地下1階、地上4階建て。以前平面駐車場があった部分も店舗となっている。店舗は1階から2階となっており、地下1階と地上3階と屋上に駐車場がある。

## テナント
1階、2階ともにウォークモールによく見られる、サーキットモールタイプの構造である。なお旧店舗時代から存在する専門店も多い。各売場階のトイレはフロアの一番中央にあり、アピタ側・専門店街両方から入りやすい構造である。

### 1階
西側に2核店舗のアピタ食料品・エディオンがあり、東側に各専門店がある。専門店は婦人服、雑貨、書店、サービス系店舗を配置している。

### 2階
中央にアピタ日用品・衣料品売り場があり、それを取り巻くように専門店やフードコートがある。専門店はファミリー向けの衣料品店、靴屋があるほか、アピタホールが併設されている。

## ピアゴ磐田店概要
ピアゴ磐田店（ピアゴいわたてん）は、静岡県磐田市見付にユニー株式会社が運営していたショッピングセンターである。
1980年（昭和55年）11月、大型ショッピングセンター「サンテラス磐田」として開業した。核店舗は、ユニー磐田店（2代目）。なお、同店舗はかつて磐田駅北約200 mに所在し、1990年（平成2年）8月に閉店した「ユニー磐田駅前店（旧・ユニー磐田店（初代）、サンテラスの開業に伴い改称）」1967年（昭和42年）7月、“ほていや磐田店”として開店）の実質後継店舗である。
2009年（平成21年）2月に、ユニーの店舗ブランド見直しが行われ、「ピアゴ磐田店」に改称。店舗は地上2階建て。店舗は1階から2階となっており屋上駐車場があった。
開業初期からの建物の老朽化が進んだため、2014年（平成26年）3月31日をもって一旦閉店。建て替えて、「アピタ磐田店」として再開店している。

## 周辺
- 磐田郵便局
- 静岡県立磐田農業高等学校
- 静岡県立磐田南高等学校
- 府八幡宮

## アクセス
- JR東海 東海道本線・磐田駅より徒歩15分。または磐田駅から遠鉄バス25城之崎線「磐田農業高校東」バス停より徒歩0分。